# Ann Melander
Ann Eva Margareta Melander (Lund, 18 giugno 1961) è un'ex sciatrice alpina svedese.

## Biografia
Specialista delle prove tecniche originaria di Täby, la Melander debuttò in campo internazionale in occasione dei Mondiali di Garmisch-Partenkirchen 1978, classificandosi 14ª nello slalom speciale, ai Giochi olimpici invernali a Lake Placid 1980, dove fu 15ª nello slalom gigante e 9ª nello slalom speciale, e ottenne il primo piazzamento in Coppa del Mondo il 28 febbraio 1980 a Waterville Valley in slalom gigante (13ª). Nel massimo circuito internazionale ottenne i migliori risultati il 27 febbraio 1982 ad Aspen e il 4 marzo successivo a Waterville Valley in slalom gigante (6ª) e l'ultimo piazzamento il 27 marzo dello stesso anno a Monginevro in slalom speciale (12ª); si ritirò in occasione dei XIV Giochi olimpici invernali di Sarajevo 1984, dove tuttavia non prese il via alla gara di slalom gigante.

## Palmarès

### Coppa del Mondo
- Miglior piazzamento in classifica generale: 27ª nel 1982

### Campionati svedesi
- 8 ori (slalom gigante nel 1979; discesa libera, slalom gigante, slalom speciale nel 1980; slalom speciale nel 1981; slalom gigante nel 1982; slalom gigante, slalom speciale nel 1984)[1]